# آنجلا برنز
آنجلا برنز (انگلیسی: Angela Burns؛ زادهٔ ) سیاستمدار اهل بریتانیا است.